# Hundvågen (Ströms socken, Jämtland)
Hundvågen är en sjö i Strömsunds kommun i Jämtland och ingår i Indalsälvens huvudavrinningsområde.